# 64 Hanafuda: Tenshi no Yakusoku
64 Hanafuda: Tenshi no Yakusoku (>64花札 天使の約束 Rokujūyon Hanafuda Tenshi no Yakusoku?) es un videojuego de naipes hanafuda lanzado en 1999 para la consola Nintendo 64. El juego fue desarrollado y editado por Altron.